# ポリオール
ポリオール(Polyol)は、複数のヒドロキシ基(-OH)を持つ有機化合物である。ただし、食品科学や高分子化学においては「ポリオール」という語は、若干違う意味を持ちうる。2つ、3つ、あるいは4つのヒドロキシ基を持つポリオールは、各々ジオール、トリオール、テトロールと呼ばれる。

## 分類
ポリオールは、その化学的構造により、ポリエーテル、ポリエステル、ポリカーボネート、またアシル化ポリオール等に分類される。ポリエーテルはさらに、ポリエチレングリコール、ポリプロピレングリコール、ポリテトラヒドロフラン等に細分される。これらは、繰り返し単位の酸素原子1つごとに、各々2つ、3つ、4つの炭素原子を含む。ポリカプロラクトンも市販されている。また、生体ベースで再生可能なポリオールを用いることも増加しつつあるトレンドである。

## 利用
ポリエーテルには多数の用途がある。例えば、ポリウレタンフォームは盛んに用いられている。
ポリエステルは、硬い泡の塊を作るのに用いられる。芳香族化合物と脂肪族化合物のものがあり、ポリエチレンテレフタレート等のリサイクルされた材料からは、これらが混ざったものも作られる。
アクリルポリオールは、一般的に紫外線への安定性と揮発性有機化合物による塗装の低減が求めれる高付加価値用途で用いられる。他の用途には、金属への直接塗装等がある。自動車への塗装等、紫外線耐性が求められる場所で用いられるため、イソシアネート部分も紫外線耐性があるものを用いることが多く、イソホロンジイソシアネートのオリゴマーやプレポリマーが一般的に用いられる。
カプロラクトンのポリマーは、加水分解耐性が強化されたポリウレタンを作る。
ポリカーボネートは他のポリオールよりも高価で、要求性能の高い用途に用いられる。これらは、ガラスの塗装に用いられるイソホロンジイソシアネートのポリマーを作るのに用いられ、またホットメルト接着剤にも用いられる。
全てのポリオールは、ポリウレタンのプレポリマーの製造に用いられ、これらは塗装、接着剤、密封剤、エラストマーとして用いられる。

### 低分子量ポリオール

ポリオールグリセロール（赤、低分子量ポリオール）と無水フタル酸から誘導された理想的なアルキド樹脂の構造

低分子量ポリオールは、高分子化学において、架橋剤や鎖延長剤として広く用いられている。例えばアルキド樹脂は、その合成にポリオールが必要で、鋳造の鋳型や塗料に用いられる。市販される油性塗装の大部分において、これが樹脂やバインダーとして用いられている。エステル形成により反応性モノマーを連結し、毎年約20万トンのアルキド樹脂が生産される。市販のアルキド樹脂の製造に用いられるポリオールは、グリセロール、トリメチロールプロパン、ペンタエリトリトールである。ポリウレタンプレポリマーの製造には、鎖延長剤として1,4-ブタンジオールのような低分子量のジオールが用いられるが、多くの水素結合が導入されるため、粘度が高まる。
| 低分子量ポリオール   |
| ペンタエリトリトール |
| キシリトール         |

### 糖アルコール
低分子量ポリオールの分類の1つである糖アルコールは、一般的に糖を水素化することにより得られ:363 、(CHOH)nH2 (n=4-6)の一般式を持つ。
糖アルコールは砂糖に比べてカロリーが低いが甘みも少ないので、しばしば他の甘味料と組み合わせて食品に添加される。また、口中で細菌に分解されてう蝕の原因の酸に代謝されることがないため、チューインガムに用いられる。マルチトール、ソルビトール、キシリトール、エリトリトール、イソマルト等の種類がある。

### 重合ポリオール
| 重合ポリオール                                                                |
| ポリエーテルポリオール （エーテル結合の酸素原子は青色で示している）           |
| ポリエステルポリオール （エステル結合の酸素原子と炭素原子は青色で示している） |

ポリオールという用語は、様々な分子骨格を持つ化合物に対して用いられる。ジイソシアネートまたはポリイソシアネートと反応すると、ポリウレタンを形成する。ジフェニルメタンジイソシアネートは、ポリウレタンフォームの製造に用いられている。ポリウレタンは、マットレスやシート用の柔らかいフォーム、また冷蔵庫や冷凍庫、靴底、スパンデックス等の遷移、塗装、密封剤、接着剤等の硬いフォームを作るのに用いられる。
「ポリオール」という用語は、ヒドロキシ基を含む別の化合物でも用いられる。例えば、n個のヒドロキシ基を持つビニルアルコールは(CH2CHOH)nと表され、nは数千にもなりうる。セルロースは多くのヒドロキシ基を含むが、ポリオールとは呼ばれない。

### 再生原料から作るポリオール
ひまし油や綿実油等、植物由来の再生可能原料から作るポリオールもある。植物性油脂やバイオマスも潜在的な再生可能なポリオール原料である。ポリエステルポリオールを作るのに種子油を用いることもできる。

## 性質
「ポリオール」という語は、複数のヒドロキシ基を持つという共通点だけを表すため、全てのポリオールに共通する一般的な性質はあまりない。ただし、水素結合のため、室温で粘度が高いことは共通する。